# 大鹿村騒動記
『大鹿村騒動記』（おおしかむらそうどうき）は、2011年7月16日に公開された日本映画。

## 概要
クランクイン時のタイトルは『いつか晴れるかな』。原田芳雄を「いつか主演に」という阪本順治監督の願いが実現した作品。大鹿村は長野県下伊那郡に実在する村で、南アルプスを望む美しい景観と300年以上続く大鹿歌舞伎の伝統を守り続けている。この大鹿歌舞伎を題材に、笑いあり涙ありの物語が展開する。なお、村民約300人がエキストラ出演した。
主演の原田芳雄は2008年に出演したテレビドラマ『おシャシャのシャン!』（NHK長野放送局制作）の収録で同村に初めて訪れ、村人の思いに触れたことがきっかけで大鹿歌舞伎をテーマに映画化を発案した。原田が公開3日後の2011年7月19日に死去したため、本作が彼の遺作となった。
映画観客動員ランキング（興行通信社調べ）で公開第1週が12位であったが、原田の訃報が伝えられた19日から動員が一気に増え7月24日までの累計動員は約7万2,000人を記録し公開第2週目で第9位となった。また全国97スクリーンでスタートしたが、その後170館に増えた。同年8月7日には興行収入1億5000万円を突破。

## あらすじ
風祭善は、大鹿村で鹿肉料理の食堂「ディアイーター」を営んでいる。善は、300年以上前から伝わる大鹿歌舞伎の役者でもある。定期公演を間近に控え、仲間と稽古をしているところに、能村治と風祭貴子が現れる。善と治は幼なじみ、善と貴子は夫婦であるが、3人でディアイーターの営業を始めようとした矢先、治と貴子は東京へ駆け落ちしたのであった。18年前のことである。しかし、貴子には記憶障害があり、治は貴子の面倒を看ることができなくなったのだ。治の「善ちゃん、どうしようもなくて。返す。」という言葉に、善は激怒し治を殴りつける。善は、結局、2人を自宅へ泊めることになる。
貴子は、駆け落ちしたことはおろか、善のことも忘れており、記憶障害のため料理も満足にできない。しかし、18年前に自分が演じていた歌舞伎のセリフだけはしっかりと憶えている。そんなとき、大鹿村を台風が直撃し、村内で発生した土砂崩れに巻き込まれて、定期公演に出演する役者（佐藤浩市）が大けがをする。そのため、貴子が代役として出演することとなった。
定期公演は、善と貴子の息のあった熱演により無事終了した。貴子は記憶を取り戻し、善は過去を清算して、元通りの2人に戻るかに思えたのだが…。

## キャスト
- 風祭善（かざまつり ぜん、食堂「ディア・イーター」店主：景清） - 原田芳雄
- 風祭貴子（善の妻） - 大楠道代
- 能村治（善の幼なじみ） - 岸部一徳
- 越田一平（バス運転手） - 佐藤浩市
- 織井美江（村役場総務課） - 松たか子
- 大地雷音（だいち らいおん、「ディア・イーター」アルバイト） - 冨浦智嗣
- 柴山寛治（郵便局員：黒衣） - 瑛太
- 馬くん（中国人農家） - 姜洪軍
- 重田権三（土木業：畠山重忠） - 石橋蓮司
- 柴山満（白菜農家：三保谷四郎国俊） - 小倉一郎
- 朝川玄一郎（食料品店店主：源頼朝） - でんでん
- 平岡健太（村役場職員：大鹿軍内） - 加藤虎ノ介
- 診療所の医師 - 中沢青六
- 山谷一夫（旅館主人） - 小野武彦
- 津田義一（歌舞伎保存会会長、貴子の父） - 三國連太郎

## スタッフ
- 企画・監督 - 阪本順治
- 脚本 - 荒井晴彦、阪本順治
- 原案 - 延江浩『いつか晴れるかな』ポプラ社〈ポプラ文庫〉ISBN 978-4-591-12482-6
- 音楽 - 安川午朗
- 主題歌 - 忌野清志郎「太陽の当たる場所」（ユニバーサルミュージック）
- 劇中歌 - 尾形大作「涙の惜別」
- 歌舞伎指導 - 片桐登、大鹿歌舞伎愛好会
- ロケ協力 - 大鹿村役場、大鹿村教育委員会、大鹿村観光協会、南アルプス鹿公園、伊那谷フィルムコミッション　ほか
- 撮影 - 笠松則通
- 編集 - 早野亮
- 照明 - 岩下和裕
- 美術 - 原田満生
- スクリプター - 今村治子
- 助監督 - 小野寺昭洋、山本優子
- 音響効果 - 小島彩
- 音楽制作 - 東映音楽出版
- スタジオ - 日活撮影所
- ラボ - IMAGICA
- 製作者 - 中沢敏明、山田美千代、堤田泰夫、遠谷信幸、吉羽治、冨木田道臣
- 共同プロデューサー - 厨子健介、秋山奈美、重松圭一、千野毅彦、谷澤伸幸、服部徹、内田康史、古川一博
- プロデューサー - 椎井友紀子
- 製作 - 「大鹿村騒動記」製作委員会（セディックインターナショナル、パパドゥ、関西テレビ放送、電通、講談社、TOKYO FM、КИНО）
- 宣伝・配給 - 東映

## 受賞
- 第33回ヨコハマ映画祭（2012年）[7][8][9]
  - 2011年日本映画 作品賞
  - 2011年日本映画ベストテン 第1位
  - ヨコハマ映画祭最優秀男優賞 - 原田芳雄
- 第85回キネマ旬報ベスト・テン（2011年）[10]
  - 日本映画脚本賞 - 荒井晴彦、阪本順治
  - 主演男優賞 - 原田芳雄
  - 日本映画ベスト・テン 第2位
- エランドール賞 プロデューサー賞奨励賞 - 椎井有紀子[11]
- 第35回日本アカデミー賞（2012年発表）[12]
  - 優秀作品賞
  - 優秀監督賞
  - 優秀脚本賞
  - 最優秀主演男優賞、会長特別賞 - 原田芳雄
  - 優秀助演男優賞 - 岸部一徳
  - 優秀撮影賞 - 笠松則通
  - 優秀照明賞 - 岩下和裕
  - 優秀録音賞 - 照井康政
- 第21回日本映画批評家大賞・作品賞（2011年）

## エピソード
- 作品中で演じられている歌舞伎は「六千両後日文章 重忠館の段」といい、大鹿歌舞伎のみに残る外題である。原田芳雄は、敗者（平家）のヒーローである悪七兵衛景清を演じている。作品中では、景清の台詞である「仇も恨みも、是まで、是まで」が効果的に使われている。
- 作中に登場する善が営む食堂 「ディアイーター」は、もともとは空き家になっていた建物をこの映画のために改装し、セットとして利用したものだったが、本作の公開をきっかけに実際に鹿肉料理を供する食堂として営業を始めている。また、大鹿村役場の建物、会議室などはすべて本物を使用しており、村長本人が村長役で出演している。鹿塩温泉「山塩館」は実在し、秘湯として人気が高い。
- 作品中の清酒には地酒である喜久水が使われている。喜久水は辛口のすっきりとした味わいの酒として評価が高い。名水猿庫の泉の水で醸した商品もある。喜久水では大鹿歌舞伎用に「六千両」という銘柄を販売している。
- 延江浩（のぶえ ひろし、1958年 - 2025年、TOKYO FMチーフプロデューサー・小説家）による原案小説『いつか晴れるかな』は、東京・新宿育ちで新宿二丁目のゲイバーでバイトをする大地雷音を主人公とし、彼の性同一性障害の設定が無いこと、風祭善が歌舞伎の資金を稼ぐために二丁目でゲイバーを経営しているなど映画とは異なる内容となっている。また、延江は『らいおんはーと』という小説作品でも雷音という名の少年を主人公としているが、ナイーブな性格の少年であること以外は内容・人物設定とも本作との関連は無い。